# Simon Brett
Pour les articles homonymes, voir Brett.
Simon Brett, né le 28 octobre 1945 à Worcester Park (en) dans le Surrey, en banlieue de Londres, est un écrivain britannique, auteur prolifique de romans policiers , appartenant au genre du whodunnit, et créateur du sitcom After Henry (en) et de la série télévisée Le Guide du parfait petit emmerdeur (How to Be a Little Sod).

## Biographie
Il passe son enfance et fait ses études dans le Surrey.  Il entre à Oxford en 1963, mais après deux années passées à la faculté d'Histoire, il s'inscrit en Littérature anglaise, et décroche un diplôme avec mention honorifique en 1967.  Pendant ses études universitaires, il s'intéresse au théâtre, joue dans des productions estudiantines de Shakespeare et conçoit, écrit et met en scène des spectacles humoristiques présentés lors de séances de fin de soirée dans les murs de l'institution et au Edinburgh Fringe Festival. 
À sa sortie d'Oxford, il est Père Noël pour la Saison des fêtes dans un magasin à rayons, puis devient scripteur et producteur dans le milieu de la radio, notamment à la BBC.  
En 1975, il publie avec succès un premier roman policier, Cast, in Order of Disappearance, où apparaît son héros récurrent, l'acteur de second ordre et enquêteur à son corps défendant Charles Paris.  En 1984, il publie Touche pas à mon système (A Shock to the System), son roman le plus connu, qui est adapté au cinéma par Jan Egleson sous le titre Business oblige (A Shock to the System) en 1990, avec Michael Caine et Elizabeth McGovern. Auparavant, en parallèle à la série Charles Paris, il crée en 1986 celle de la vulgaire et pointilleuse Mrs Pargeter, héroïne hilarante de huit aventures.  Enfin, depuis 2000, à raison d'un volume par an, il développe la chronique fertile en meurtres et mystères de la petite communauté de Fethering, un village de fiction du Sussex, où enquêtent les détectives amateurs Carole Seddon et Jude Nichols.
Depuis les années 1980, il écrit également des ouvrages de littérature d'enfance et de jeunesse et produit des scénarios pour la radio et la télévision britanniques.
Simon Brett occupe le poste de président du Detection Club de 2000 à 2015.

## Œuvre

### Romans

#### SérieCharles Paris
1. Cast, in Order of Disappearance (1975)
2. So Much Blood (1976)
3. Star Trap (1977)
4. An Amateur Corpse (1978)
5. A Comedian Dies (1979)
6. The Dead Side of the Mike (1980)
7. Situation Tragedy (1981)
8. Murder Unprompted (1982) Publié en français sous le titre Les Coulisses de la mort, Librairie des Champs-Élysées, coll. « Le Masque » no 1813, 1985
9. Murder in the Title (1983) Publié en français sous le titre Le Théâtre du crime, Paris, Librairie des Champs-Élysées, coll. « Le Masque » no 1787, 1985
10. Not Dead, Only Resting (1984)
11. Dead Giveaway (1985) Publié en français sous le titre Qui portera le chapeau ?, Paris, Librairie des Champs-Élysées, coll. « Le Masque » no 1894, 1987
12. What Bloody Man is That? (1987)
13. A Series of Murders (1989)
14. Corporate Bodies (1991)
15. A Reconstructed Corpse (1993)
16. Sicken and So Die (1995)
17. Dead Room Farce (1998)
18. A Decent Interval (2012)
19. The Cinderella Killer (2014)
20. A Deadly Habit (2018)

#### SérieMrs Pargeter
1. A Nice Class of Corpse (1986) Publié en français sous le titre Chambres avec vue sur la mort, Paris, Librairie des Champs-Élysées, coll. « Le Masque » no 1858, 1986
2. Mrs., Presumed Dead (1988) Publié en français sous le titre Les Gens de Smithy's, Paris, Librairie des Champs-Élysées, coll. « Le Masque » no 1972, 1989
3. Mrs Pargeter's Package (1990) Publié en français sous le titre Salades grecques Paris, Librairie des Champs-Élysées, coll. « Le Masque » no 2102, 1992
4. Mrs Pargeter's Pound of Flesh (1992) Publié en français sous le titre Mauvaise Graisse, Paris, Librairie des Champs-Élysées, coll. « Le Masque » no 2194, 1994
5. Mrs Pargeter's Plot (1996)
6. Mrs Pargeter's Point of Honour (1999)
7. Mrs. Pargeter’s Principle (2015)
8. Mrs. Pargeter’s Public Relations (2017)

#### SérieFethering
1. The Body on the Beach (2000)
2. Death on the Downs (2001)
3. The Torso in the Town (2002)
4. Murder in the Museum (2003)
5. The Hanging in the Hotel (2004)
6. The Witness at the Wedding (2005)
7. The Stabbing in the Stables (2006)
8. Death Under the Dryer (2007)
9. Blood at the Bookies (2008)
10. The Poisoning at the Pub (2009)
11. The Shooting in the Shop (2010)
12. Bones Under the Beach Hut (2011)
13. Guns in the Gallery (2011)
14. Corpse on the Court (2012)
15. The Strangling on the Stage (2014)
16. The Tomb in Turkey (2014)
17. The Killing in the Cafe (2015)
18. The Liar in the Library (2018)
19. The Killer in the Choir (2019)
20. Guilt at the Garage (2021)
21. Death and the Decorator (2022)

#### SérieBlotto
1. Blotto, Twinks, and the Ex-King’s Daughter (2009)
2. Blotto, Twinks, and the Dead Dowager Duchess (2010)
3. Blotto, Twinks, and the Rodents of Riviera (2011)
4. Blotto, Twinks and the Bootlegger’s Moll (2012)
5. Blotto, Twinks and the Riddle of the Sphinx (2013)
6. Blotto, Twinks and the Heir to the Tsar (2015)
7. Blotto, Twinks and the Stars of the Silver Screen (2017)
8. Blotto, Twinks and the Intimate Review (2018)
9. Blotto, Twinks and the Great Road Race (2019)
10. Blotto, Twinks and the Maharajah’s Jewel (2021)

#### SérieEllen Curtis
- The Clutter Corpse (2020)
- An Untidy Death (2021)
- Waste of a Life (2022)

#### Autres romans
- A Shock of the System (1984) Publié en français sous le titre Touche pas à mon système, Paris, Librairie des Champs-Élysées, coll. « Le Masque » no 1929, 1988
- Bad Form (1984)
- Dead Romantic (1985) Publié en français sous le titre D'amour et d'eaux troubles, Paris, Librairie des Champs-Élysées, coll. « Le Masque » no 2155, 1993
- People-Spotting (1985)
- After Henry (1987)
- The Christmas Crimes at Puzzel Manor (1991)
- Singled Out (1995) Publié en français sous le titre La Mort en héritage, Paris, Librairie des Champs-Élysées, coll. « Le Masque » no 2314, 1997
- Mr. Quigley's Revenge (1995)
- Penultimate Chance Saloon (2006)
- Appeal (2016)

### Recueils de nouvelles
- A Box of Tricks (1985)
- Crime Writers and Other Animals (1997)
- A Crime in Rhyme, and Other Mysterious Fragments (2000)
- Lines of Enquiry, and Other Literary Oddities (2002)

### Pièces de théâtre
- Murder in Play (1994)
- Mr Quigley's Revenge (1995)
- Silhouette (1998)
- The Tale of Little Red Riding Hood (1998)
- Sleeping Beauty (1999)
- Putting the Kettle on (2002)
- A Bad Dream (2005)
- A Small Family Murder (2008)
- Quirks (2009)
- A Healthy Grave (2010)
- Murder with Ghosts (2015)

### Ouvrages de littérature d'enfance et de jeunesse
- The Child-Owner's Handbook (1983)
- The Three Detectives and the Missing Star (1986)
- The Wastepaper Baket Archive (1986)
- The Three Detectives and the Knight in Armor (1987)
- How to be a Little Sod! (1992) Publié en français sous le titre Le Journal d'un sale môme : pour la première fois un bébé parle, Paris, Presses de la Cité, 1993
- Look Who's Walking (1994) Publié en français sous le titre Ma vie d'affreux Jojo : les mémoires d'un bébé en colère, Paris, Presses de la Cité, 1995
- Not Another Little Sod! (1997)
- Baby Tips for Mums (2004)
- Baby Tips for Grandparents (2005)
- Baby Tips for Dads (2007)

### Autres publications
- On Second Thoughts (2006)
- Seriously Funny, and Other Oxymorons (2017)

### Scénarios
- 1988-1992 : After Henry (en), série télévisée de 38 épisodes tous signés pas Simon Brett
- 1995 : Le Guide du parfait petit emmerdeur (How to Be a Little Sod), série télévisée de 10 épisodes de 10 minutes tous signés par Simon Brett

## Sources
- Claude Mesplède (dir.), Dictionnaire des littératures policières, vol. 1 : A - I, Nantes, Joseph K, coll. « Temps noir », 2007, 1054 p. (ISBN 978-2-910-68644-4, OCLC 315873251), p. 299-300.